# Melagas
Melagas (en francès Mélagues) és un municipi francès situat al departament de l'Avairon i a la regió d'Occitània. Limita al nord-oest amb Brusca, al nord amb Tauriac-de-Camarès, al nord-est amb Avène, a l'oest amb Arnac de Dordon, a l'est amb Graissessac, al sud-oest amb Castanet-le-Haut, al sud amb Saint-Geniès-de-Varensal i al sud-est amb Saint-Gervais-sur-Mare.

## Demografia
| 1962                                       | 1968 | 1975 | 1982 | 1990 | 1999 | 2006 |
| ------------------------------------------ | ---- | ---- | ---- | ---- | ---- | ---- |
| 138                                        | 107  | 113  | 94   | 106  | 102  | 71   |
| Des de 1962: població sense dobles comptes |      |      |      |      |      |      |

## Administració
| Període | Identitat   | Partit        |
| ------- | ----------- | ------------- |
| 1977-   | Jean Milesi | Divers droite |